# 福地崇生
福地 崇生（ふくち たかお、1932年2月23日 - 2016年7月4日 ）は、日本の経済学者。専門は、応用計量経済学、経済計画・開発論。学位は、経済学博士（東京大学・1960年）。京都大学名誉教授、筑波大学名誉教授。愛知県出身。

## 来歴
1932年生まれ。旧制中学から一高に入った一年後に学制改革が行われ、新制東大に入学する。東京大学より経済学博士を取得してすぐ、国際基督教大学 (ICU) に奉職する。ICUでは、1. 平等観、2. 平等を実現するための制度確立の重要性、3. 少数教育の良さ、4. リベラル・アーツ教育の長短、5. 豊かで美しい自然環境、6. 「貧しきを憂えず等しからざるを憂う」という政治原則の重要性、などを学び感じる。ICUに在籍しているときに共同で開発した日本経済の計量モデル（全国地域総合開発モデル）は経済企画庁の全国総合開発計画の骨子となっており、「ICUモデル」とも呼ばれ経済学界で評価されている。またICU在籍時には3年ほど経済企画庁経済研究所（現・経済社会総合研究所）にも出向し、主任研究員を務める。その後国際連合ラテンアメリカ委員会にも奉職するが、ここで日本人唯一の同僚となる細野昭雄に出会う。
1975年4月、筑波大学に社会工学系が発足し、宍戸駿太郎・目良浩一・渡辺浩・大西治男・和合肇と共に第一陣として着任する。一生のうち一度は職場を変えたいというかねてよりの希望に加えて、福地が経済企画庁に出向していた当時の上司であった宍戸の説得により、社会工学系に移る。また同年7月に開催された社会工学系研究会の第1回報告者となり、「東京の郊外人口分布と通勤問題」と題する経済モデル分析を発表する。

## 略歴

### 学歴
- 1949年：都立第一新制高校四年修了
- 1953年3月：東京大学経済学部卒業
- 1960年3月：東京大学大学院社会科学研究科理論経済学・経済史学専門課程博士課程単位取得満期退学（9月修了）[12]

### 職歴
- 1960年4月：国際基督教大学教養学部講師
- 1971年4月：国際基督教大学教養学部教授
- 1975年4月：筑波大学社会工学系教授[1]
- 1976年4月：筑波大学大学院経営政策科学研究科長（1979年3月まで）
- 1987年4月：京都大学経済研究所教授（経済計画研究部門）
- 1988年3月：筑波大学名誉教授[13]
- 1994年4月：京都大学経済研究所所長（1995年3月まで）
- 1995年3月：京都大学退官
- 1995年4月：名古屋市立大学経済学部教授（同大経済学部附属経済研究所開設準備室長）
- 1996年4月：名古屋市立大学経済学部附属経済研究所所長（初代）、「国際（的視野に立った）地域経済（の発展）を分析する研究所」をモットーに掲げる（1997年3月末退任）
- 1997年3月：京都大学名誉教授
- 1997年4月：朝日大学経営学部・同大学院経営学研究科教授

### 学外における役職
- 日本地域学会会長（1993年 - 1995年）[14]
- 経済企画庁経済研究所（現：経済社会総合研究所）主任研究官（1964年 - 1967年）、所長[12]
- 国際連合ラテンアメリカ経済委員会（1967年 - 1970年）
- 経済企画庁経済研究所所長（1982年 - 1984年）
- 国際連合工業開発機関 (UNIDO) 工業政策企画部長

## 著書

### 単著
- 『計量経済学入門』（東洋経済新報社、1962年）
- 『投資基準理論の展望』（アジア経済研究所、1962年）
- 『日本貿易構造の長期的予測』（アジア経済研究所、1963年）
- 『線型経済学入門』（東洋経済新報社、1964年）
- 『インド経済総合モデルの研究』（アジア経済研究所、1964年）
- 『フィリピン経済総合モデルの研究』（アジア経済研究所、1965年）
- 『インドネシア経済の計量経済学的分析』（アジア経済研究所、1966年）
- 『マクロ経済学』（東洋経済新報社、1980年）
- 『超天井への挑戦:日本経済新たな目標』（中央公論社〈中公新書〉、1995年）

### 共編著
- 『アジア諸国の財政と援助基準』（編著、アジア経済研究所、1974年）
- 『地域経済学』（編著、有斐閣〈有斐閣双書〉-入門・基礎知識編-、1974年）
- 『地域政策の計画と適用』〈地域経済学大系3/江沢譲爾、金子敬生編〉（坂下昇、山根敬三、金子敬生、伊藤滋、新谷洋二、恒松制治との共著、勁草書房、1974年）
- 『計量経済学』（内田忠夫との共著、筑摩書房、1975年）
- 『日本経済の展望と課題 内田忠夫先生退官記念』（内田忠夫との編著、日本経済新聞出版社1985年）
- 『環太平洋経済の現状と展望』（加賀美充洋との編著、アジア経済研究所、1990年）
- 『あいまい環境下のモデリングと意志決定』（瀬尾芙巳子との編著、京都大学学術出版会、2002年）
- 『日本全国地域計量モデルの研究』（共著、経済企画庁）

### 訳書
- A・チャンズ、W・W・クーパー、A・ヘンダースン『リニャー・プログラミング入門』（小宮隆太郎との共訳、パトリア書店、1960年）
- A・チャンズ、W・W・クーパー、A・ヘンダースン『リニヤー・プログラミング入門』（小宮隆太郎との共訳、勁草書房、1964年）
- アーサー・スタンリー・ゴールドバーガー『計量経済学の理論』（森口親司との共訳、東洋経済新報社、1964年）
- アンドルー・B・エーベン、ベン・S・ベルナンケ『マクロ経済学(1)入門編-マクロ経済理論』（大野幸一、高橋秀悦、成相修、伊多波良雄、岸基史、徳永澄憲との共訳、シーエービー出版、2000年）
- アンドルー・B・エーベン、ベン・S・ベルナンケ『マクロ経済学(2)応用編-マクロ経済政策』（大野幸一、高橋秀悦、伊多波良雄、岸基史、徳永澄憲との共訳、シーエービー出版、2002年）